# Nastoceras
Nastoceras is een geslacht van vlinders van de familie dominomotten (Autostichidae), uit de onderfamilie Symmocinae.

## Soorten
- N. candidella (Chrétien, 1922)
- N. colluellum Chrétien, 1922